# 四號耶奧皮姆鎮區 (北卡羅萊納州喬萬縣)
四號耶奧皮姆鎮區（英語：Township 4, Yeopim）是位於美國北卡羅萊納州喬萬縣的一個鎮區。

## 地方資料
四號耶奧皮姆鎮區的面積為98.42平方千米，皆為陸地。根據2020年美國人口普查的數據，當地共有人口1727人，而人口密度為每平方千米17.55人。